# هیکاسرو
هیکاسرو دهستانی در استان آبیلای اسپانیا است.
در این دهستان ۴۰۷ نفر زندگی می‌کنند. مساحت این دهستان ۵۲٫۶۵ کیلومتر مربع است.